# 11月19日
11月19日是阳历一年中的第323天（闰年第324天），离全年的结束还有42天。

## 大事记

### 19世紀以前
- 461年：利比乌斯·塞维鲁被权臣里西默推上的西羅馬帝國皇帝的宝座。而国家实际的权力仍然掌握在里西默手中。
- 636年：穆斯林军队于卡迪西亚战役中击败萨珊王朝。
- 1493年：欧洲航海家哥伦布率领的船队在第二次横渡大西洋的远航中在波多黎各登陆，成为首批到来的欧洲人。
- 1567年：松永久秀與三好義繼聯合軍夜襲三好三人眾、筒井順慶聯軍，東大寺在戰火中燒毀，三好、筒井聯軍因大火而撤退，松永久秀取得勝利。史稱東大寺之戰。
- 1794年：美国与大不列顛王國签署《杰伊条约》，解决了美国独立后两国间的遗留问题。

### 19世紀
- 1816年：华沙大学建校。
- 1824年：柔佛天猛公阿都拉曼和柔佛蘇丹侯賽因·沙阿（英语：Hussein Shah of Johor）將新加坡的管治權割予英國東印度公司。
- 1831年：大哥伦比亚共和国解体。
- 1850年：丁尼生就任英國桂冠詩人。
- 1863年：在南北战争期间，美國總統亞伯拉罕·林肯在賓夕法尼亞州蓋茲堡發表著名的《蓋茲堡演說》。
- 1867年：东捻军受挫于江苏赣榆，首领任化邦被部下潘贵升刺杀。
- 1875年：清政府于新疆建省。

### 20世紀
- 1924年：中国共产党发表《第四次对时局主张》，支持中華民國國父孙中山的《北上宣言》。
- 1931年：濟南號空難：中國航空一架史汀森SM-1F（英语：Stinson Detroiter）型郵政飛機在大霧中撞上濟南開山，包括徐志摩在內多人罹難。
- 1935年：红二军团和红六军团开始长征。
- 1942年：第二次世界大戰：蘇聯軍隊在史達林格勒戰役期間發起天王星行動，以殲滅史達林格勒附近的軸心國軍隊。
- 1945年：中国重庆文化界、工商界代表举行反内战大会，成立“重庆各界人民反内战联合会”。
- 1954年：欧洲历史最悠久的私人电视频道蒙地卡罗电视台创立。
- 1954年：中华人民共和国与荷兰建交。
- 1959年：哈尔滨医科大学第二附属医院狗头移植实验成功，存活5天半。[1]
- 1967年：電視廣播有限公司（無綫電視）正式在香港启播，成為香港第二間免費電視台。
- 1969年：巴西桑托斯足球俱樂部球員比利在里約熱內盧踢入生涯第1,000顆進球。
- 1969年：阿波罗12号任务中，美国宇航员皮特·康拉德与艾伦·宾与月球風暴洋登陆，成为第二批登月的人类。
- 1971年：国际民航组织承认中华人民共和国的代表为中国唯一合法代表。
- 1971年：麥理浩出任香港總督。
- 1977年：台灣中壢事件中，中国国民党于桃園縣長选举中被发现舞弊引发众怒。
- 1977年：埃及总统安瓦尔·萨达特访问以色列，成为首位访问以色列的阿拉伯国家元首。
- 1977年：TAP葡萄牙航空425號班機（英语：TAP Portugal Flight 425）在马德拉群岛降落時衝出跑道墜毀。機上156名乘客及8名組員中，共131人不幸罹難。
- 1979年：伊朗领导人鲁霍拉·霍梅尼下令释放德黑兰美国大使馆中被拘留的13名女性与非裔美国人质。
- 1980年：中國大陸第一支时装表演队诞生。
- 1980年：大韩航空015号班机在汉城金浦国际机场降落时坠毁，15人遇难。
- 1982年：第九届亚运会在印度首都新德里举行。
- 1984年：墨西哥城石油气大爆炸，500余人丧生。
- 1984年：中国第一支南极考察队乘“向阳红10号”出发。
- 1985年：美国和苏联在日内瓦举行裁军会谈。
- 1986年：中国在南盘江上兴建大型水电站。
- 1986年：中国野生东北虎已不足三十只。
- 1988年：中华民国准许滯留大陸之台籍国軍老兵返故乡。
- 1988年：斯洛博丹·米洛舍维奇宣布塞尔维亚遭受科索沃的阿尔巴尼亚分裂主义者的攻击。
- 1993年：中國廣東深圳由香港商人投資的致麗玩具廠發生大火，造成87人死亡，47人受傷的慘劇。
- 1994年：英国开始运营國家彩票。
- 1998年：經英女皇御准的《1998年蘇格蘭法案》正式生效。
- 1998年：美国众议院开始针对总统比尔·克林顿的弹劾听证会。
- 1999年：拉萨百货大楼正式投入运营。
- 1999年：中國神舟太空船首艘實驗太空船神舟一號自內蒙古自治區酒泉衛星發射中心發射升空。
- 2000年：澳門格蘭披治大賽車發生嚴重意外，一輛賽車在練習期間衝出跑道並撞倒途人，造成1死3傷。

### 21世紀
- 2002年：希臘籍威望號油輪（英语：MV Prestige）在洩漏42萬桶（1,780萬美制加侖）石油後一分為二沉入加利西亞海岸，造成西班牙和葡萄牙歷史上最嚴重的環境災難。
- 2004年：美國NBA球隊底特律活塞和印第安納溜馬球員發生聯盟史上最嚴重的鬥毆事件。
- 2005年：效力曼聯長達12年的34歲隊長罗伊·基恩與球會提前解約。
- 2009年：比利时首相赫尔曼·范龙佩被选举为欧洲理事会主席。
- 2014年：不獲免費電視發牌的香港電視網絡選擇在香港電視業大哥大——無綫電視的台慶日當日透過互聯網開台，以網絡電視形式播放。
- 2022年：2022年马来西亚大选在当天举行并在当天开票宣布成绩。
- 2023年：韓國電子競技團隊T1在《英雄聯盟》2023賽季世界大賽決賽中以3比0擊敗中國微博電子競技俱樂部，第四次獲得世界大賽冠軍。
- 2024年：香港高等法院原訟法庭宣判「47人案」，以戴耀廷遭處10年監禁最多，其餘44名被告則獲刑4年至7年餘不等。

## 出生
- 1112年：王十朋，南宋作家（1171年逝世）
- 1464年：後柏原天皇，日本第104代天皇（1526年逝世）
- 1503年：皮埃爾·法爾內塞，帕爾馬公爵（1547年逝世）
- 1527年：李贽，明朝思想家、文學家（1602年逝世）
- 1600年：查理一世，英格蘭、蘇格蘭、愛爾蘭國王（1649年逝世）
- 1635年：納蘭明珠，清朝重臣（1708年逝世）
- 1711年：米哈伊爾·羅蒙諾索夫，俄羅斯學者、詩人（1765年逝世）
- 1722年：奥恩布鲁格，奥地利医生（1809年逝世）
- 1775年：約翰·卡爾·威廉·伊利格，德國昆蟲學家、動物學家（1813年逝世）
- 1831年：詹姆斯·艾布拉姆·加菲爾德，美國政治人物，第20任美國總統（1881年逝世）
- 1844年：佐久間左馬太，日本陸軍軍人，第5任臺灣總督（1915年逝世）
- 1875年：米哈伊尔·伊万诺维奇·加里宁，蘇联領導人、政治家（1946年逝世）
- 1875年：海勒姆·賓厄姆三世，美國學者、探險家、政治人物（1956年逝世）
- 1877年：朱塞佩·沃爾庇，義大利商人、政治家（1947年逝世）
- 1907年：石声汉，中国植物学家（1971年逝世）
- 1907年：邵逸夫，香港電影製作者、娛樂業大亨（2014年逝世）
- 1909年：彼得·德鲁克，奧地利作家、管理顧問（2005年逝世）
- 1912年：羅伯特·辛普森，美國氣象學家（2014年逝世）
- 1917年：英迪拉·甘地，印度前總理，國大党主席（1984年逝世）
- 1918年：亨德里克·C·范德胡斯特，荷蘭天文學家、數學家（2000年逝世）
- 1922年：秦厚修，中華民國第十二任、第十三任總統馬英九之母（2014年逝世）
- 1924年：穆特薩二世，布干達王國國王（1969年逝世）
- 1933年：賴瑞·金，美國電視、電台節目主持人（2021年逝世）
- 1936年：李遠哲，台灣化學家，1986年諾貝爾化學獎得主
- 1939年：理查德·扎尔，美國化學家
- 1942年：斯坦利·科倫，美國心理學家
- 1942年：卡爾文·克萊因，美國時尚設計師、企業家
- 1944年：歐晉德，中華民國台灣台北市前副市長，台灣高鐵公司前董事長
- 1945年：徐風，台灣男藝人（2013年逝世）
- 1948年：吳敏求，旺宏電子創辦人
- 1950年：邵曉鈴，中華民國台灣台中市前市長胡志強夫人
- 1950年：姜昆，中國相聲声表演藝術家
- 1954年：阿卜杜勒-法塔赫·塞西，埃及將軍、政治人物，現任埃及總統
- 1956年：艾琳·科林斯，美國太空人
- 1957年：潘越雲，台灣歌手
- 1959年：艾莉森·珍妮，美國女演員
- 1960年：中博史，日本男性聲優
- 1961年：佐佐木優子，日本女性聲優
- 1961年：梅格·瑞安，美國女演員
- 1962年：，美國女演員
- 1962年：江華，香港男演員
- 1964年：張雅琴，台灣新聞主播
- 1964年：彼得·內恰斯，捷克政治人物，第9任捷克總理
- 1966年：阿都阿兹·阿都拉欣，馬來西亞政治人物
- 1966年：李截，美國男演員
- 1967年：游素蘭，臺灣漫畫家、作家
- 1969年：濱口史郎，日本動畫作曲家
- 1971年：森尚子，日本演员
- 1972年：羅百吉，台灣歌手
- 1972年：那維勳，台灣男演員
- 1973年：龍騎士07，日本遊戲製作人、插畫家、小說家
- 1974年：黑星紅白，日本插畫家
- 1976年：柴田淳，日本歌手
- 1976年：傑克·多西，美國軟體工程師、科技創業者，Twitter聯合創始人和CEO
- 1977年：陳凱欣，現任香港立法會議員、前香港新聞主播、前任食物及衛生局政治助理
- 1977年：希娜·拉巴尼·哈爾，巴基斯坦女政治人物
- 1980年：金铭，中國女演員
- 1981年：大澤千秋，日本女性聲優
- 1981年：中村繪里子，日本女性聲優
- 1983年：亞當·崔佛，美國男演員
- 1983年：黛莉亞·維寶莉，加拿大超模
- 1983年：愛德華多·馬佩利·莫茨，英國企業家
- 1984年：李睿紳，台灣模特兒、演員
- 1984年：蘭茜·艾靈臣，美國模特兒
- 1987年：馮喆，中國體操運動員
- 1991年：武磊，中國足球運動員
- 1991年：周梓盈，香港女演員
- 1991年：贾森·布里克曼，菲律賓裔美國男子籃球運動員
- 1993年：蘇素，西班牙足球運動員
- 1994年：南早紀，日本女性聲優
- 1994年：伊布拉西馬·姆巴耶，塞内加爾足球運動員
- 1995年：成海瑠奈，日本前女性聲優
- 1995年：瓦妮莎·艾森特，匈牙利女性模特兒
- 1995年：塔拉·蘇塔里亞，印度女演員
- 1996年：萱和磨，日本男子競技體操運動員
- 1996年：克里斯季娜·季馬諾夫斯卡婭，白俄羅斯女子短跑運動員
- 1997年：柳洙正，韓國女子偶像團體Lovelyz成員
- 1999年：丁澤仁，中國男子偶像團體樂華七子NEXT成員
- 1999年：葉甫根尼娅·梅德韋傑娃，俄羅斯女子花样滑冰運動員
- 2000年：Go Won，韓國女子偶像團體本月少女成員
- 2000年：林廷憶，台灣女演員
- 2005年：蓋兒·蘇菲佳，泰籍台灣女歌手
- 2005年：朱志鑫，中國男歌手

## 逝世
- 498年：教宗亚纳大削二世，羅馬主教（生年不详）
- 930年：嚴可求，五代十国吴国重臣（生年不详）
- 1092年：马立克沙一世，塞爾柱帝國蘇丹（1055年出生）
- 1148年：完颜宗弼（金兀术），金朝太师、领三省事、都元帅、越国王，金太祖完顏阿骨打第四子
- 1557年：博娜·斯福爾扎，波兰王后（1494年出生）
- 1577年：松永久秀，日本戰國時代大名（1510年出生）
- 1665年：尼古拉·普桑，法國畫家（1594年出生）
- 1825年：亞歷山大一世，俄羅斯帝國皇帝（1777年出生）
- 1828年：弗朗茨·舒伯特，奥地利作曲家（1791年出生）
- 1887年：埃玛·拉扎勒斯（英语：Emma Lazarus），美国诗人（1849年出生）
- 1909年：廖添丁，台灣日治初期民間传奇人物（1883年出生）
- 1931年：徐志摩，中国诗人（1897年出生）
- 1942年：布鲁诺·舒尔茨，波蘭作家（1892年出生）
- 1943年：宮城山福松，日本相撲力士，第29代橫綱（1895年出生）
- 1949年：詹姆斯·恩索爾，比利時畫家（1860年出生）
- 1974年：张云逸，中国军事家（1892年出生）
- 1987年：李秉喆，三星集团创始人兼首任会长（1910年出生）
- 1990年：孫立人，中華民國陸軍總司令（1900年出生）
- 1998年：藤田哲也，美籍日本氣象學家（1920年出生）
- 2002年：陈华癸，中国微生物学家（1914年出生）
- 2003年：李九龙，成都军区原司令员，上将（1929年出生）
- 2003年：施蛰存，作家、诗人、文学翻译家（1905年出生）
- 2004年：約翰·范恩，英國藥理學家、生物學家，1982年諾貝爾生理學或醫學獎得主（1927年出生）
- 2005年：邦浩爾（法语：Bruno Bonhuil），法国賽車手[2]（1960年出生）
- 2009年：鮑偉華，汶萊上訴法庭庭長，香港前首席大法官（1929年出生）
- 2013年：弗雷德里克·桑格，英国生物化學家，1958年及1980年諾貝爾化學獎得主（1918年出生）
- 2014年：麥克·尼可斯，美國著名導演[3]（1931年出生）
- 2015年：马尔·惠特菲尔德，美国田径运动员（1924年出生）
- 2017年：曹楚生，中国水利工程专家（1926年出生）
- 2017年：查爾斯·曼森，美國罪犯及邪教領袖（1934年出生）
- 2017年：雅娜·诺沃特娜，捷克网球运动员（1968年出生）
- 2018年：萧逸，华裔美国作家（1935年出生）
- 2021年：唐·柯基斯，美國NBA聯盟前職業籃球運動員（1939年出生）
- 2021年：舍普夫林·捷爾吉，匈牙利政治家，曾任歐洲議會議員（1939年出生）
- 2022年：讓·馬里·斯特勞布，法國電影導演（1933年出生）
- 2022年：傑森·大衛·法蘭克，美國男演員、職業綜合格鬥武術家（1973年出生）
- 2023年：羅莎琳·卡特，美國前第一夫人（1927年出生）

## 节假日和习俗
- 国际男人节
- 國際女企業家日
- 世界廁所日
- ：加里富纳定居日
- 巴西：国旗日
- 印度北方邦：烈士纪念日
- 摩納哥：国庆节
- ：解放日
- 波多黎各：波多黎各发现日
- 俄羅斯、 白俄羅斯：导弹与火炮部队节